# Heure en Azerbaïdjan

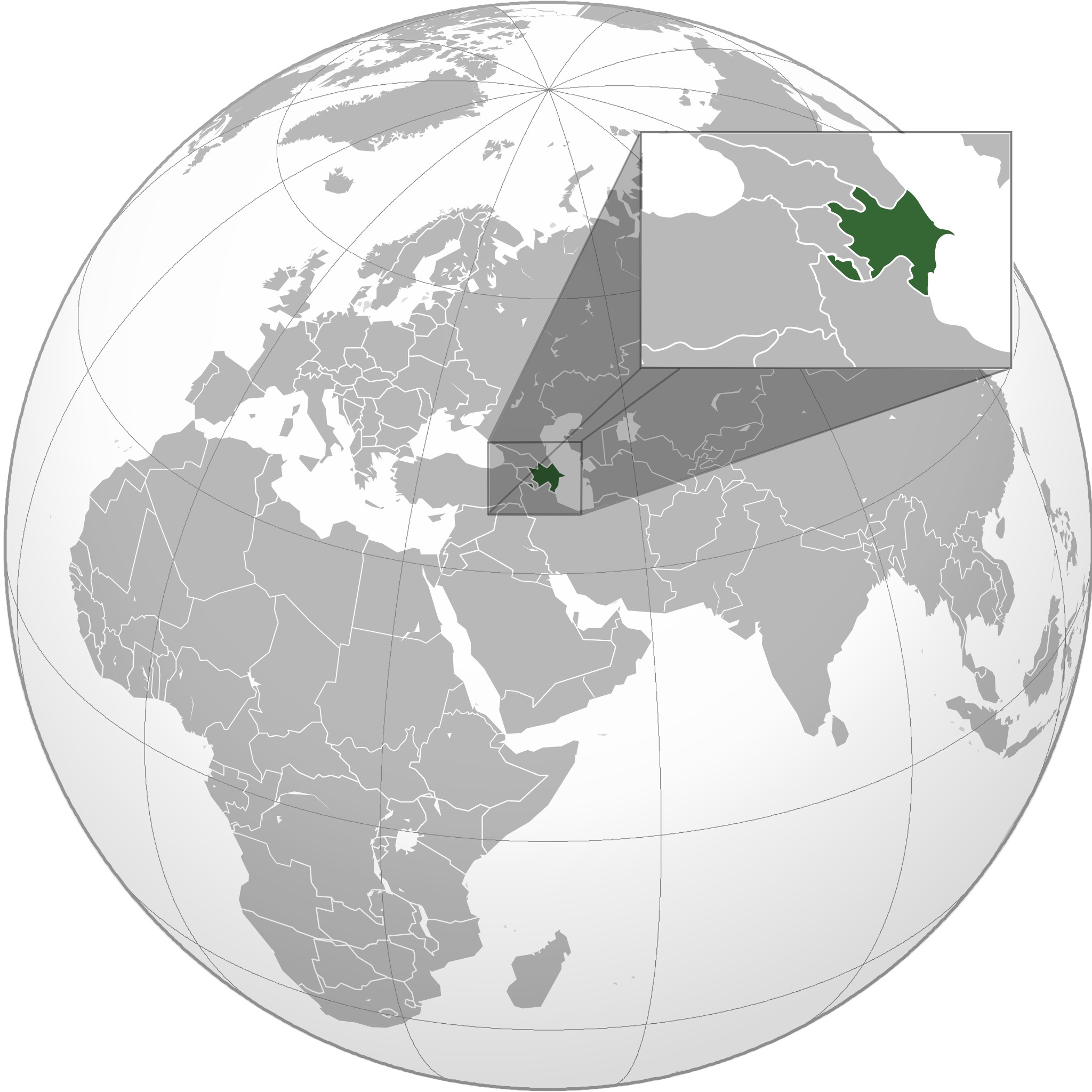
Localisation de l'Azerbaïdjan

L' Heure en Azerbaïdjan (en azéri : Azərbaycanda vaxt), abrégé en AZT, est la norme fuseau horaire en Azerbaïdjan, quatre heures avant UTC (UTC+4). L'ajustement de l'heure d'été, l'heure d'été d'Azerbaïdjan (AZST), avait une heure d'avance sur (UTC+5) et a été interrompu en mars 2016.
L'heure de l'Azerbaïdjan est la même que l'heure de Samara (Russie), l'heure standard des Émirats arabes unis, l'heure de Géorgie et l'heure des Seychelles.

## IANA Time Zone Database
Le tz database contient une zone pour l'Azerbaïdjan dans le fichier zone.tab, nommée Asie/Bakou.

## Référence
1. ↑  Nautical Almanac Office (U.S.), « The Nautical Almanac for the Year 2014 », Government Printing Office, 17 mai 2013 (ISBN 978-0-16-091756-1), p. 262
2. ↑  « Azerbaijan cancels daylight saving time », sur WorldTimeZone.com, 17 mars 2016